# Joseph Waltl
Dr. Joseph Waltl (Wasserburg, 28 juli 1805 - 4 maart 1888) was een Duitse arts, natuuronderzoeker en entomoloog.
Waltl werd geboren in Wasserburg en studeerde in Landshut en München. Nadat hij was afgestudeerd in de geneeskunde in 1819 reisde hij naar Oostenrijk, Frankrijk en Spanje. In 1833 werd hij leraar in Passau en in 1835 hoogleraar natuurlijke historie aan de universiteit. Als entomoloog verdiepte hij zich vooral in kevers en beschreef veel soorten voor het eerst.

## Taxa
Een aantal voor het eerst door Waltl beschreven soorten : 
- Cis fagi, uit de familie houtzwamkevers (Ciidae).
- Aphodius striatulus uit de familie bladsprietkevers (Scarabaeidae)
- Typhaeus fossor uit de familie mesttorren (Geotrupidae).
- Villa distincta uit de familie wolzwevers (Bombyliidae)
- Neurohelea luteitarsis uit de familie van de knutten (Ceratopogonidae)
- Eulasia bicolor uit de familie Glaphyridae
- Curimopsis setosa uit de familie pilkevers (Byrrhidae)
- Ootypus globosus uit de familie harige schimmelkevers (Cryptophagidae)
- Labidostomis rufa uit de familie bladkevers (Chrysomelidae)
- Necrobinus defunctorum uit de familie mierkevers (Cleridae)
- Dorcadion tauricum uit de familie van de boktorren (Cerambycidae)
- Tenuicollis tibialis uit de familie snoerhalskevers (Anthicidae)

De ribbensalamander (Pleurodeles waltl) is een salamander uit de familie echte salamanders (Salamandridae), is vernoemd naar waltl, door zijn collega Karl Michahelles in 1830.

## Publicaties
Zijn talrijke geschriften hadden voornamelijk betrekking op kevers (Coleoptera) en andere insecten. Ook is de auteur van verscheidene mineralogische / geognostische werken over Passau en haar omgeving. In 1839 publiceerde hij: Reise durch Tirol, Oberitalien und Piemont nach dem sudlichen Spanien.
- Gemeinsame Normdatei: 11713239X
- International Standard Name Identifier: 0000 0000 6146 4088
- Nederlandse Thesaurus van Auteursnamen: 161345123
- Virtual International Authority File: 25371526
- WorldCat: E39PBJmty9fv6YbdbcFHyFHKVC